# تونته‌راند
تونته‌راند (به هلندی: Twenterand) یک شهرستان در هلند است که در افریسل واقع شده‌است. تونته‌راند ۱۰ متر بالاتر از سطح دریا واقع شده‌است.

## خواهرخوانده
شهر شوترتوف خواهرخواندهٔ تونته‌راند هست.